# Sciacallo ibrido

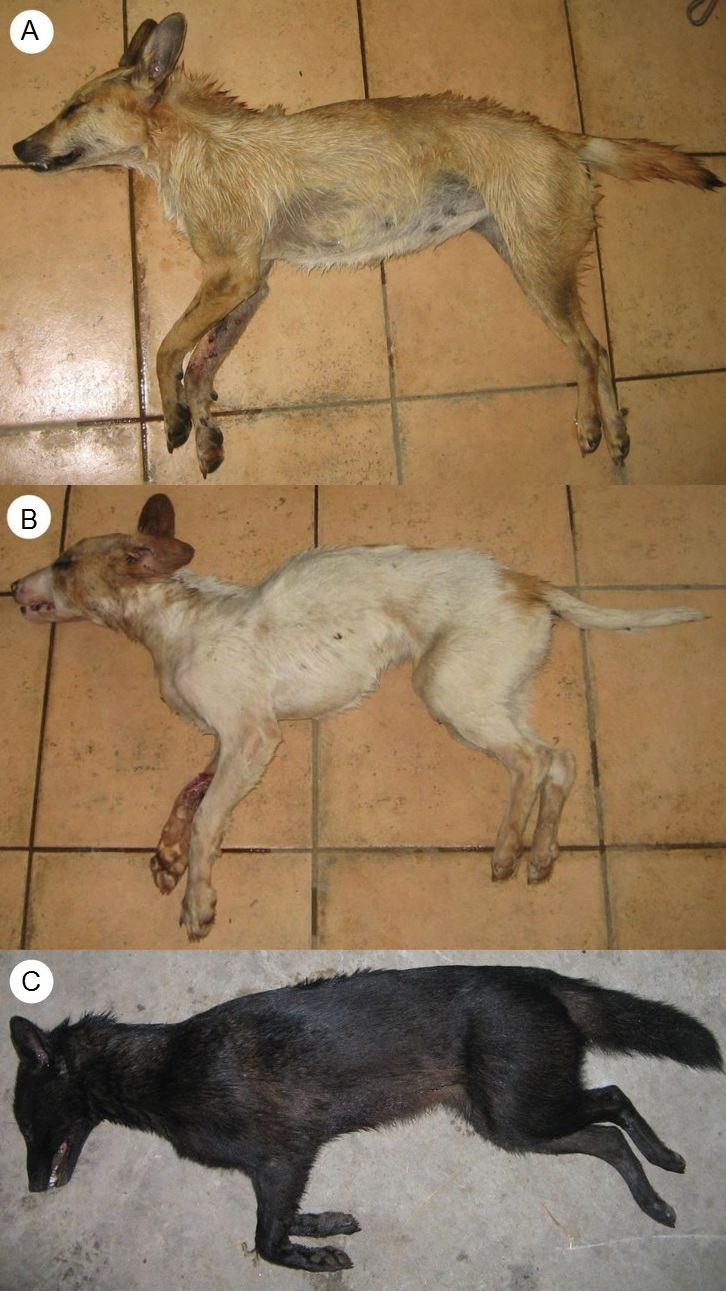
Tre ibridi di sciacallo dorato e cane domestico provenienti dalla Croazia.

Uno sciacallo ibrido è un canide ibrido risultato dell'incrocio tra uno sciacallo dorato e un cane. Tali ibridi sono stati prodotti parecchie volte in cattività, e furono documentati nello stato selvatico per la prima volta nel 2015 in Croazia.

## Storia
Il chirurgo e naturalista amatoriale scozzese John Hunter fu il primo a scrivere un resoconto della interfertilità delle due specie nel 1787. Descrisse come un capitano della flotta della Compagnia Britannica delle Indie Orientali adottò uno sciacallo femmina e l'accoppiò col suo cane Spaniel, così risultando nella nascita di sei cuccioli meticci al ritorno in Inghilterra. Hunter comprò un cucciolo femmina, e cercò di farla accoppiare con vari cani una volta divenuta adulta. I suoi tentativi furono inizialmente ostacolati dall'apparente disinteresse che la femmina ibrida aveva per i cani, ma fu poi montata da un terrier, risultando nella nascita di cinque cuccioli.
Quasi un secolo dopo, Marie Jean Pierre Flourens tentò un esperimento analogo, notando che gli ibridi della prima generazione tendessero a ritenere più tratti in comune con lo sciacallo che col cane, avendo orecchie dritte, code pendenti, un'incapacità di abbaiare, e avendo temperamenti selvaggi. Un'osservazione simile fu fatta dal naturalista Robert Armitage Sterndale, che descrisse un esperimento multigenerazionale condotto in India dove fu rivelato che i tratti di sciacallo fossero prominenti anche dopo tre generazioni d'incrociare gli ibridi con cani. Flourens però notò che gli ibridi diventavano sterili fra di loro dopo la quarta generazione, ma che potevano essere accoppiati con ambo le specie genitori.
Charles Darwin descrisse un ibrido di prima generazione tenuto nello zoo di Londra che sembrava totalmente sterile, ma dichiarò che questo era eccezionale, poiché tanti ibridi di prima generazione erano documentati essere fertili. Criticò gli esperimenti di Flourens, notando che gli esemplari usati fossero strettamente imparentati, e che la loro eventuale sterilità fosse frutto di inincrocio.
Nel 1975 gli scienziati russi dell'Istituto di Ricerca Scientifica Likhachev per il Patrimonio Culturale e la Protezione Ambientale iniziarono un programma di riproduzione durante il quale vennero fatti incrociare degli sciacalli dorati con alcuni husky allo scopo di creare un ibrido dotato sia dello straordinario olfatto dello sciacallo che della resistenza al freddo dell'husky. In anni recenti, l'Aeroflot ha utilizzato dei particolari ibridi di sciacallo, noti come cani di Sulimov, per localizzare esplosivi difficilmente individuabili con le attrezzature meccaniche.
Nel 2015, l'incrocio tra lo sciacallo dorato e il cane domestico nello stato selvatico fu confermato in Croazia con l'abbattimento di tre esemplari con morfologie anomale. Due degli esemplari, una femmina di color chiaro e un maschio melanico, erano molto simili a sciacalli puri, tranne che per il loro colore e le orecchie arrotondate, mentre il terzo possedeva una morfologia più da cane, essendo fornito di speroni e un mantello bianco con macchie brune, e mancando le dita degli arti anteriori congiunte. Fu ipotizzato che quest'ultimo fosse il cucciolo della femmina, che probabilmente si era accoppiata con un segugio dell'Istria a pelo raso randagio.